# Junqueirópolis
Junqueirópolis é um município brasileiro no interior do estado de São Paulo, distante 641 km da capital. É o maior município em extensão territorial de toda Nova Alta Paulista possuindo uma área de 582,565 km², sendo 5 km² de Área Urbana e 579 km² de Área Rural. Localiza-se a uma altitude de 422 metros.

## História
Na primeira metade da década de 40, após averiguações num grande espaço localizado ao leste do povoado da União, Álvaro de Oliveira Junqueira (1901-1977), residente na capital do Estado de São Paulo, resolveu comprar terras. O nome que recebeu, Junqueirópolis, significa, literalmente, cidade (do grego, pólis) do Junqueira, isto é, uma homenagem explícita ao proprietário das terras e, por isso, considerado o fundador do município.
A fundação oficial do vilarejo se deu em um ato no dia 13 de junho de 1945. Para Álvaro, "dificilmente seria prevista pelos poucos espectadores daquela solenidade, o início de uma povoação com ascensão formidável". Em 24 de dezembro de 1948, mediante a Lei n° 233, Junqueirópolis tornou-se município.

## Geografia

### Clima
O clima é o temperado subtropical, cuja temperatura oscila entre a máxima de 38º, mínima de 14º e média de 24º, com predominância de ventos do quadrante sul.
A região, de uma forma geral, está sujeita, durante o inverno, a ação da Massa Polar Atlântica(mPa) provocando grandes friagens e em determinadas localidades as geadas. Durante o verão, a Massa Polar Atlântica recua cedendo espaço a Massa Equatorial Continental(mEc) provocando grande volume de chuvas. Em média o índice pluviométrico é por volta dos 1.400 mm anuais, oferecendo raramente grandes variações.

### Hidrografia
- Rio Aguapeí

### Rodovias
- Rodovia Comandante João Ribeiro de Barros (SP-294)

## Demografia

### População
| Crescimento populacional                             | Crescimento populacional | Crescimento populacional | Crescimento populacional |
| Ano                                                  | População Total          |                          | %±                       |
| ---------------------------------------------------- | ------------------------ | ------------------------ | ------------------------ |
| 1950                                                 | 7 426                    |                          | —                        |
| 1958                                                 | 21 083                   |                          | 183,9%                   |
| 1960                                                 | 27 059                   |                          | 28,3%                    |
| 1970                                                 | 22 638                   |                          | −16,3%                   |
| 1980                                                 | 21 373                   |                          | −5,6%                    |
| 1991                                                 | 17 708                   |                          | −17,1%                   |
| 2000                                                 | 17 005                   |                          | −4,0%                    |
| 2010                                                 | 18 726                   |                          | 10,1%                    |
| 2022                                                 | 20 448                   |                          | 9,2%                     |
| Est. 2024                                            | 20 878                   | [ 7 ]                    | 2,1%                     |
| Fontes: Censos Demográficos IBGE e Estimativas SEADE |                          |                          |                          |

### Dados demográficos
Dados do Censo - 2010
Densidade demográfica (hab./km²): 31,99
Mortalidade infantil até um ano (por mil): 12,4
Expectativa de vida (anos): 76,6
Taxa de fecundidade (filhos por mulher): 1,7
Taxa de alfabetização: 89,68%
Índice de Gini: 0,43
Índice de Desenvolvimento Humano (IDH-M): 0,745
- IDH-M Renda: 0,727
- IDH-M Longevidade: 0,860
- IDH-M Educação: 0,662

(Fonte: http://atlasbrasil.org.br/2013/perfil/junqueiropolis_sp)

## Política e administração
- Prefeito: Elio Furini Neto (Republicanos) – 2025/2028 [11]
- Vice-prefeito: Daniel da Silva Marques (MDB)
- Presidente da câmara: Edvaldo Aparecido Carvalho (PL) – 2025/2026 [12]

## Economia
Junqueirópolis é o terceiro município com o maior Produto Interno Bruto da região da Nova Alta Paulista,, atrás de Dracena e Adamantina, respectivamente. É o maior produtor de acerola do estado e, por isso, conhecido como a "Capital da Acerola". A variedade predominante desta cultura é a "Olivier", cujo teor médio de vitamina C é de 1 200 mg/100ml de suco e 1 400 mg/100g de polpa. É uma fruta cujo cultivo praticamente não utiliza agrotóxicos. No município são cultivados 55 mil pés de acerola. Além da acerola, o município produz uvas finas de mesa, das variedades Itália, Rubi, Benitaka e Brasil.
A festa ACERUVA começou em 1999, em uma iniciativa da Associação Agrícola de Junqueirópolis e Prefeitura Municipal, com o objetivo principal de promover e incentivar a produção de acerola e uva da região. Atualmente a cultura que mais vem crescendo no município e em toda a região é a da cana-de-açúcar, utilizada na fabricação de açúcar e álcool.
Em 2019, destacou-se como o município que teve o maior superávit na balança comercial com exportações em toda a região de Presidente Prudente. O superávit foi de US$ 22.632.280, impulsionado pela venda do biodiesel. Em grande parte graças à usina Rio Vermelho que teve sua capacidade mais que dobrada de moagem de cana após a trading de commodities suíça Glencore comprar 76% de participação na companhia em um investimento de mais R$ 80 milhões no ano de 2010. 

Outra empresa fundamental na cidade é a Distribuidora de Alimentos Francisco Ikeda fundada em 1981 e localizada na entrada da cidade. Com uma equipe de 241 profissionais, área de armazenagem verticalizada de 5.000 m², câmara fria com capacidade de 3.100 m³ e uma frota de caminhões próprios e terceirizados que percorrem 200.000 km/mês com capacidade para transportar 1.500 toneladas/mês. 

## Infraestrutura

### Educação
A Faculdade de Junqueirópolis possui o curso de graduação em Pedagogia com duração de 4 anos e também o curso de Letras com duração de 3 anos.
A Escola de Soldados da Polícia Militar em Junqueirópolis possui 90 alunos soldados. O curso tem como objetivos gerais qualificar tecnicamente a praça da Polícia Militar de graduação inicial, o soldado PM 2ª Classe. O módulo básico possui 23 disciplinas e duração de 25 semanas.

### Comunicações
O sistema de telefones automáticos foi inaugurado na cidade em 1978 pela Telecomunicações de São Paulo (TELESP), que também implantou o sistema de discagem direta à distância (DDD) em 1978 com o código de área (0188). Anteriormente a cidade era atendida pela Cia. Telefônica Alta Paulista.
Na década de 90 o código DDD da cidade foi alterado para (018), para padronização do sistema telefônico com a telefonia celular que estava sendo implantada em todo o estado.

### Segurança e criminalidade

#### Penitenciária
A penitenciária de Junqueirópolis possui uma capacidade para abrigar 873 presos, mas conta atualmente com uma população de 1.879 detentos. Isso significa uma população carcerária 115,23% acima da capacidade do presídio.

## Religião
O Cristianismo se faz presente na cidade da seguinte forma:

### Igreja Católica
- A igreja faz parte da Diocese de Marília.[26]

### Igrejas Evangélicas
Entre as igrejas protestantes históricas, pentecostais e neopentecostais, encontram-se na cidade:
- Assembleia de Deus Ministério do Belém.[29][30]
- Congregação Cristã no Brasil.[31]